# کتوپروفن
کتوپروفن (به انگلیسی: Ketoprofen)
رده درمانی: داروهای ضد التهاب غیر استروئیدی (NSAID)
اشکال دارویی: قرص، کپسول و ژل و قطره چشمی

## موارد مصرف
یک داروی ضد التهابی غیر استروئیدی رایج است. از این دارو برای تسکین التهاب آرتریت روماتوئید و استئوآرتریت (آرتروز) در بالغین استفاده می‌شود

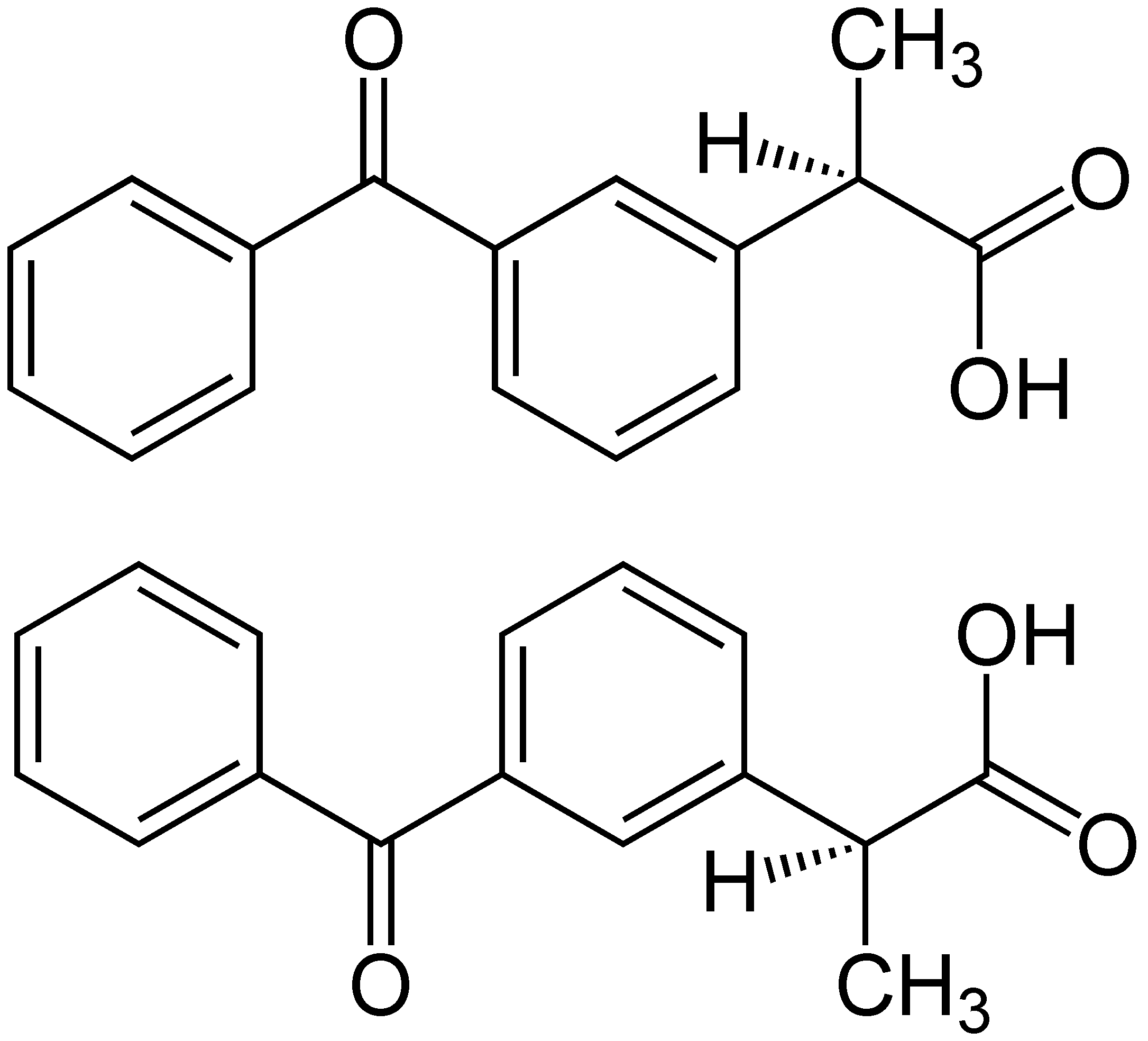
کتوپروفن

موارد دیگر مصرف این دارو عبارت‌اند از:
- سردردهای عروقی (مثل میگرن)
- مشکلات قاعدگی
- حملات حاد نقرس
- دیگر مشکلات التهابی غیر روماتوئید

این دارو جز فارماکوپه ایران نمی‌باشد و در ایران فقط کاربرد دامپزشکی دارد.

## مکانیسم اثر
ضد التهاب‌های غیر استروئیدی با مهار تولید آنزیم سیکلواکسیژناز ۱ و ۲ (COX1-2) سبب جلوگیری از تبدیل آراشیدونیک اسید(AA) به پروستاگلندین‌های (PG) ایجادکننده درد و التهاب می‌شوند.